# Blue Ribbon Awards
I Blue Ribbon Awards (ブルーリボン賞?, Burū Ribon Shō) sono premi cinematografici assegnati esclusivamente da critici cinematografici e scrittori a Tokyo, in Giappone.

## Storia
I premi sono stati istituiti nel 1950 dall'Association of Tokyo Film Journalists (東京映画記者会?, Tōkyō Eiga Kishakai), composto dai corrispondenti cinematografici di sette giornali sportivi di Tokyo. Nel 1961, i sei più importanti giornali giapponesi (Yomiuri Shinbun, Asahi Shinbun, Mainichi Shinbun, Sankei Shimbun, Tokyo Shimbun e Nihon Keizai Shinbun) nonché la Japanese Associated Press hanno ritirato il loro sostegno per i Blue Ribbon Awards ed hanno istituito l'Association of Japanese Film Journalists Awards (日本映画記者会賞?, Nihon Eiga Kishakai Shō), (che hanno avuto luogo solo sei volte). Nel 1967, i premi sono stati annullati a seguito del Black Mist Scandal. Nel 1975, i premi sono stati ripresi e sono continuati fino ad oggi. La cerimonia di premiazione annuale è tenuta in vari luoghi di Tokyo nel mese di febbraio.
Anche se il premio non è acclamato a livello internazionale, grazie alla loro lunga storia e al rigoroso processo di screening, i Blue Ribbon Awards sono diventati uno dei più prestigiosi premi nazionali del cinema in Giappone insieme ai Kinema Junpo Awards (キネマ旬報賞?, Kinema Junpō Shō) e al Mainichi Film Concours (毎日映画コンクール?, Mainichi Eiga Konkūru). Vincere uno di questi premi è considerato un grande onore all'interno del sistema cinematografico giapponese. Inoltre, i film vincitori spesso ricevono ulteriori riconoscimenti in altri festival cinematografici internazionali.

## Categorie
Esistono le seguenti categorie:
- Miglior film
- Miglior attore
- Miglior attrice
- Miglior attore non protagonista
- Miglior attrice non protagonista
- Miglior regia
- Miglior film straniero
- Miglior esordiente
- Miglior scenografia
- Miglior fotografia
- Special Award